# 克萊茲戴爾銀行
克萊茲戴爾銀行（英語：Clydesdale Bank plc）是蘇格蘭的一家商業銀行。

## 历史
於1838年創業於1838年。克萊茲戴爾銀行是蘇格蘭三家主要銀行中規模最小的一家。 克萊茲戴爾銀行和蘇格蘭銀行及蘇格蘭皇家銀行都擁有在蘇格蘭發行英鎊鈔票的權利。

## 外部連結
- 官方网站
- Clydesdale Banknotes